# Departament d'Empresa i Treball de la Generalitat de Catalunya
El conseller d'Empresa i Treball de la Generalitat de Catalunya és el màxim representant del departament d'Empresa i Treball. L'actual conseller d'Empresa i Treball és Miquel Sàmper i Rodríguez, des del 12 d'agost de 2024.

## Funcions
Corresponen al Departament d'Empresa i Treball les competències:
- El comerç interior i l'artesania.
- El consum.
- El turisme.
- La indústria, la seguretat industrial i les mines.
- La innovació.
- La internacionalització de l'empresa catalana.
- L'emprenedoria.
- Les relacions laborals i la inspecció de treball.
- Les polítiques d'ocupació i la intermediació laboral. Pel que fa a la qualificació professional, les competències s'exerciran en coordinació amb el sistema de formació i qualificació professionals, assignat al Departament d'Educació.
- L'economia social, el tercer sector, les cooperatives i l'autoempresa.
- Qualsevol altra que li atribueixin les lleis i altres disposicions.

## Llista de consellers
| #                                                               | Legislatura                        | Nom                                | Nom                                | Inici mandat                       | Fi mandat                          | Partit polític                        | Partit polític                        |
| Conselleria de Treball (1977-2002)                              | Conselleria de Treball (1977-2002) | Conselleria de Treball (1977-2002) | Conselleria de Treball (1977-2002) | Conselleria de Treball (1977-2002) | Conselleria de Treball (1977-2002) | Conselleria de Treball (1977-2002)    | Conselleria de Treball (1977-2002)    |
| --------------------------------------------------------------- | ---------------------------------- | ---------------------------------- | ---------------------------------- | ---------------------------------- | ---------------------------------- | ------------------------------------- | ------------------------------------- |
|                                                                 | provisional                        |                                    | Joan Codina i Torres               | 5 de desembre de 1977              | 8 de maig de 1980                  |                                       | Partit dels Socialistes de Catalunya  |
|                                                                 | I                                  |                                    | Joan Rigol i Roig                  | 8 de maig de 1980                  | 18 de juny de 1984                 |                                       | Unió Democràtica de Catalunya         |
|                                                                 | II                                 |                                    | Oriol Badia i Tobella              | 18 de juny de 1984                 | 4 de juliol de 1988                | Convergència Democràtica de Catalunya |                                       |
|                                                                 | III                                |                                    | Ignasi Farreres i Bochaca          | 4 de juliol de 1988                | 29 de novembre de 1999             | Unió Democràtica de Catalunya         |                                       |
| IV                                                              |                                    |                                    | Ignasi Farreres i Bochaca          | 4 de juliol de 1988                | 29 de novembre de 1999             | Unió Democràtica de Catalunya         |                                       |
| V                                                               |                                    |                                    | Ignasi Farreres i Bochaca          | 4 de juliol de 1988                | 29 de novembre de 1999             | Unió Democràtica de Catalunya         |                                       |
|                                                                 | VI                                 |                                    | Lluís Franco i Sala                | 29 de novembre de 1999             | 4 de novembre de 2002              | Unió Democràtica de Catalunya         |                                       |
| Departament de Treball, Indústria, Comerç i Turisme (2002-2003) |                                    |                                    |                                    |                                    |                                    |                                       |                                       |
|                                                                 | VI                                 |                                    | Antoni Fernández Teixidó           | 4 de novembre de 2002              | 17 de desembre de 2003             |                                       | Convergència Democràtica de Catalunya |
| Departament de Treball i Indústria (2003-2006)                  |                                    |                                    |                                    |                                    |                                    |                                       |                                       |
|                                                                 | VII                                |                                    | Josep Maria Rañé i Blasco          | 17 de desembre de 2003             | 20 d'abril de 2006                 |                                       | Partit dels Socialistes de Catalunya  |
|                                                                 | VII                                |                                    | Jordi Valls i Riera                | 20 d'abril de 2006                 | 29 de novembre de 2006             |                                       | Partit dels Socialistes de Catalunya  |
| Departament de Treball (2006-2010)                              |                                    |                                    |                                    |                                    |                                    |                                       |                                       |
|                                                                 | VIII                               |                                    | Maria del Mar Serna i Calvo        | 29 de novembre de 2006             | 29 de desembre de 2010             |                                       | Partit dels Socialistes de Catalunya  |
| Departament d'Empresa i Ocupació (2010-2016)                    |                                    |                                    |                                    |                                    |                                    |                                       |                                       |
|                                                                 | IX                                 |                                    | Francesc Xavier Mena i López       | 29 de desembre de 2010             | 27 de desembre de 2012             |                                       | Independent                           |
|                                                                 | X                                  |                                    | Felip Puig i Godes                 | 27 de desembre de 2012             | 14 de gener de 2016                | Convergència Democràtica de Catalunya |                                       |
| Departament d'Empresa i Coneixement (2016-2021)                 |                                    |                                    |                                    |                                    |                                    |                                       |                                       |
|                                                                 | XI                                 |                                    | Jordi Baiget i Cantons             | 14 de gener de 2016                | 3 de juliol de 2017                |                                       | Convergència Democràtica de Catalunya |
| Partit Demòcrata Europeu Català                                 | XI                                 |                                    | Jordi Baiget i Cantons             | 14 de gener de 2016                | 3 de juliol de 2017                |                                       |                                       |
|                                                                 | XI                                 |                                    | Santi Vila i Vicente               | 4 de juliol de 2017                | 26 d'octubre de 2017               |                                       |                                       |
|                                                                 | XI                                 |                                    | Josep Rull i Andreu                | 26 d'octubre de 2017               | 27 d'octubre de 2017               |                                       |                                       |
|                                                                 | XII                                |                                    | Maria Àngels Chacón i Feixas       | 29 de maig de 2018                 | 3 de setembre de 2020              |                                       |                                       |
|                                                                 | XII                                |                                    | Ramon Tremosa i Balcells           | 3 de setembre de 2020              | 26 de maig de 2021                 |                                       | Junts per Catalunya                   |
| Departament d'Empresa i Treball (2021-)                         |                                    |                                    |                                    |                                    |                                    |                                       |                                       |
|                                                                 | XIII                               |                                    | Roger Torrent i Ramió              | 26 de maig de 2021                 | 12 d'agost de 2024                 |                                       | Esquerra Republicana de Catalunya     |
|                                                                 | XIV                                |                                    | Miquel Sàmper i Rodríguez          | 12 d'agost de 2024                 | En el càrrec                       |                                       | Partit dels Socialistes de Catalunya  |